# Nerynga
Nerynga (lit. Neringa wymowaⓘ) – miasto na Litwie, położone na Mierzei Kurońskiej.
Nerynga składa się z 4 dawniej rybackich, a obecnie turystycznych wsi położonych na mierzei: Juodkrantė, Preili, Pervalki i Nidy. Połączenie nastąpiło w 1961.
Miasto rozciąga się wzdłuż mierzei na 50 km.
8 lipca 1626(?) pod Neryngą (Noringa) wylądowało 6 tysięcy żołnierzy króla Szwecji Gustawa Adolfa.
11 czerwca 1863 r. przed północą w rejonie Nidy (na pruskim wybrzeżu ponieważ wojska carskie kontrolowały wybrzeże w rejonie Połągi) miała miejsce nieudana próba lądowania desantu ze szkunera „Emilia” pod dowództwem gen. Teofila Łapińskiego, którego celem była dostawa uzbrojenia i wsparcie powstania styczniowego na Litwie.
Nida (wówczas w granicach Niemiec) około 1900 stała się modnym kurortem, który przyciągał malarzy i poetów, szczególnie z Królewca. Od 1929 domek letniskowy posiadał tu Thomas Mann.

## Galeria

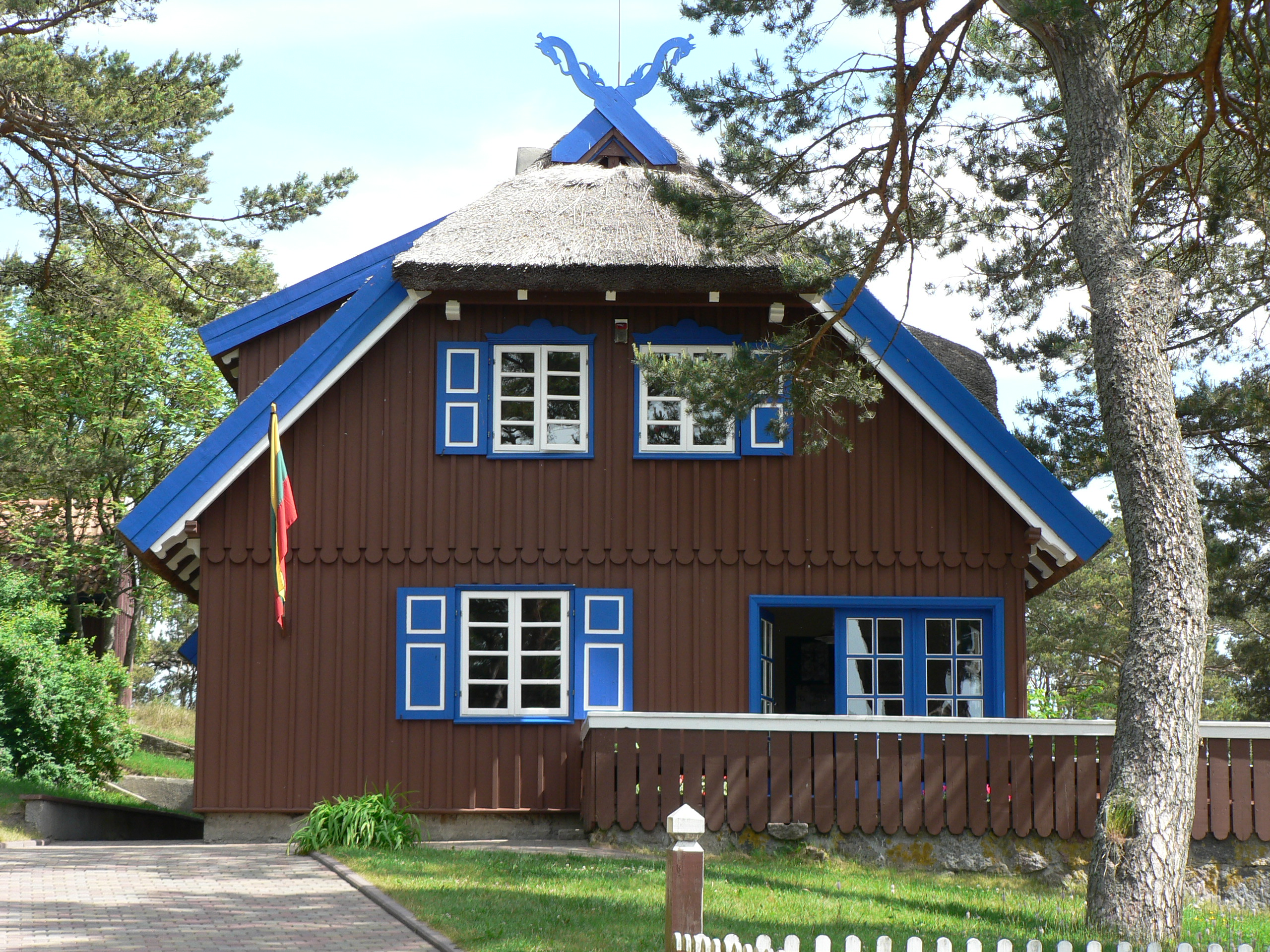
Dom Thomasa Manna w Nidzie
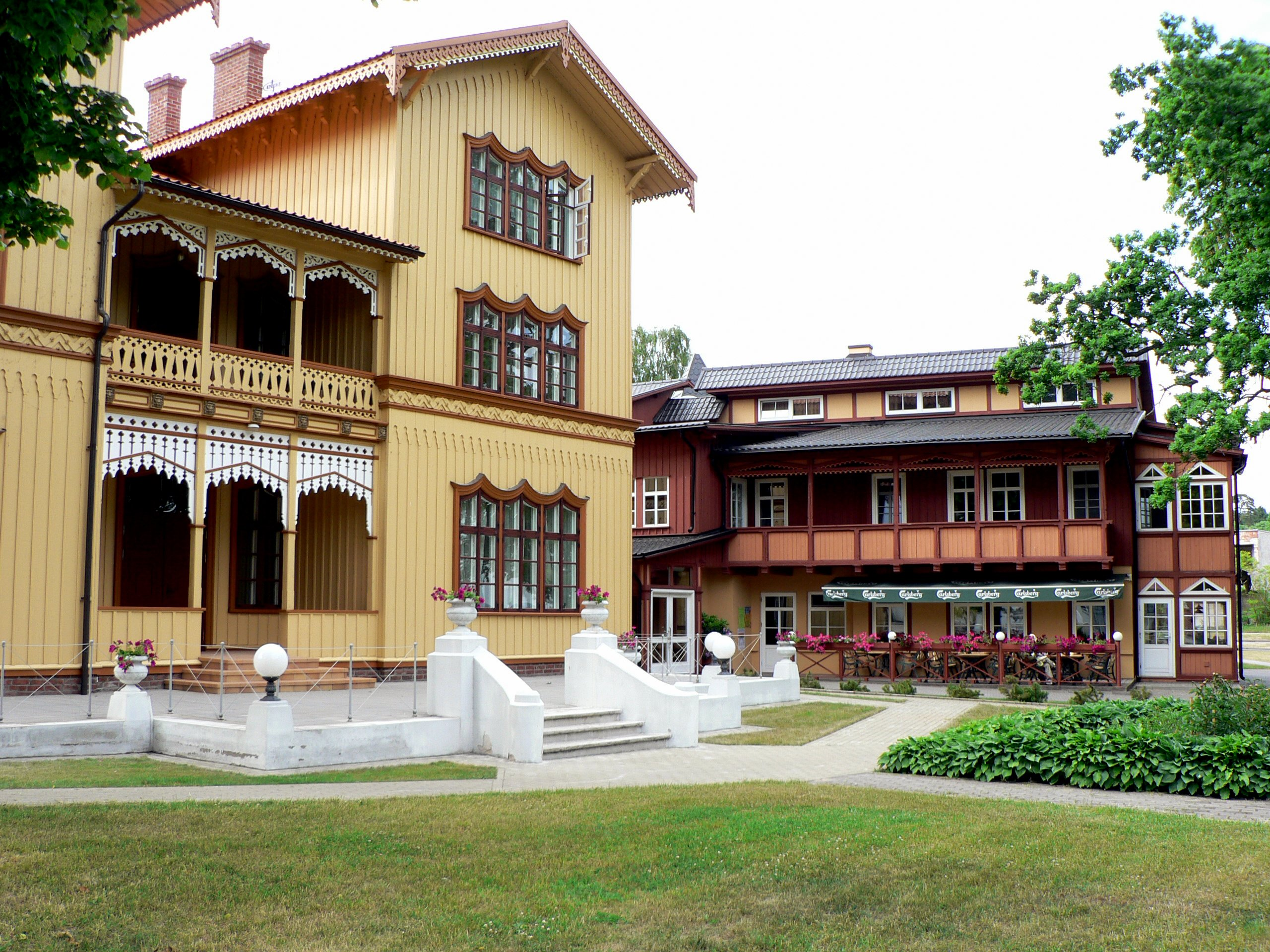
Uzdrowiskowa zabudowa w Juodkrantė
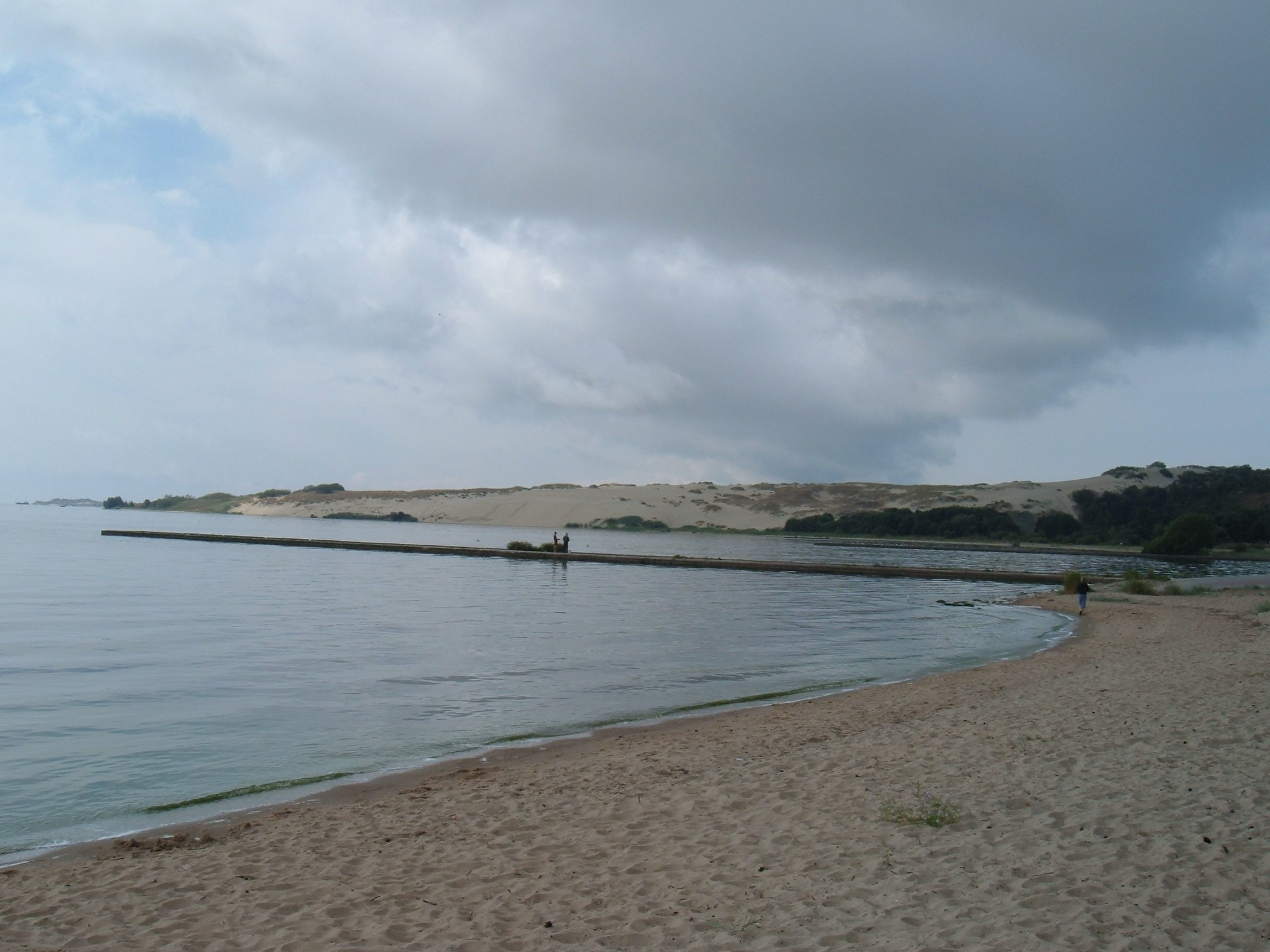
Zalew Kuroński na południe od Nidy
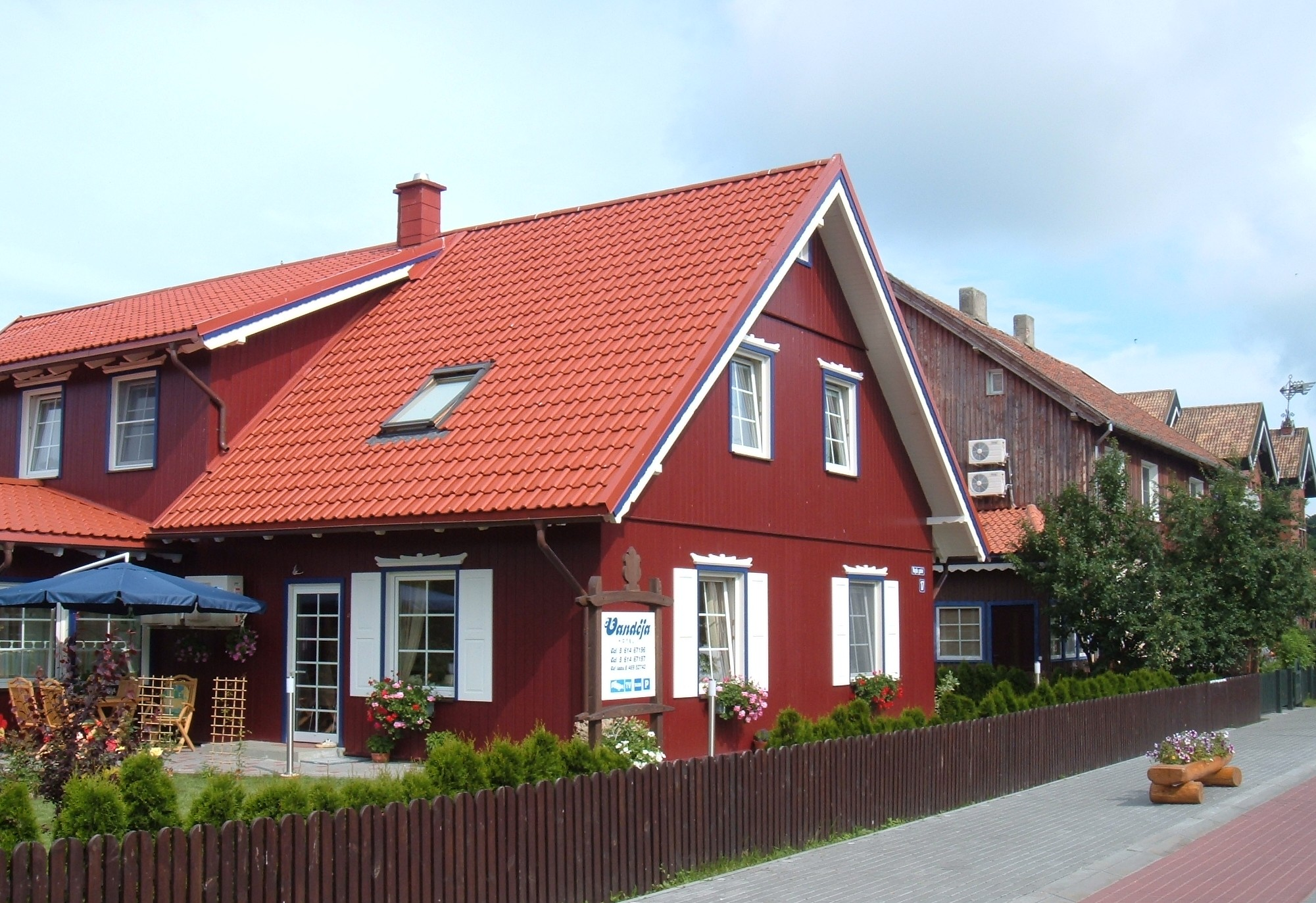
Dom w Nidzie, początek XX wieku, teraz hotel
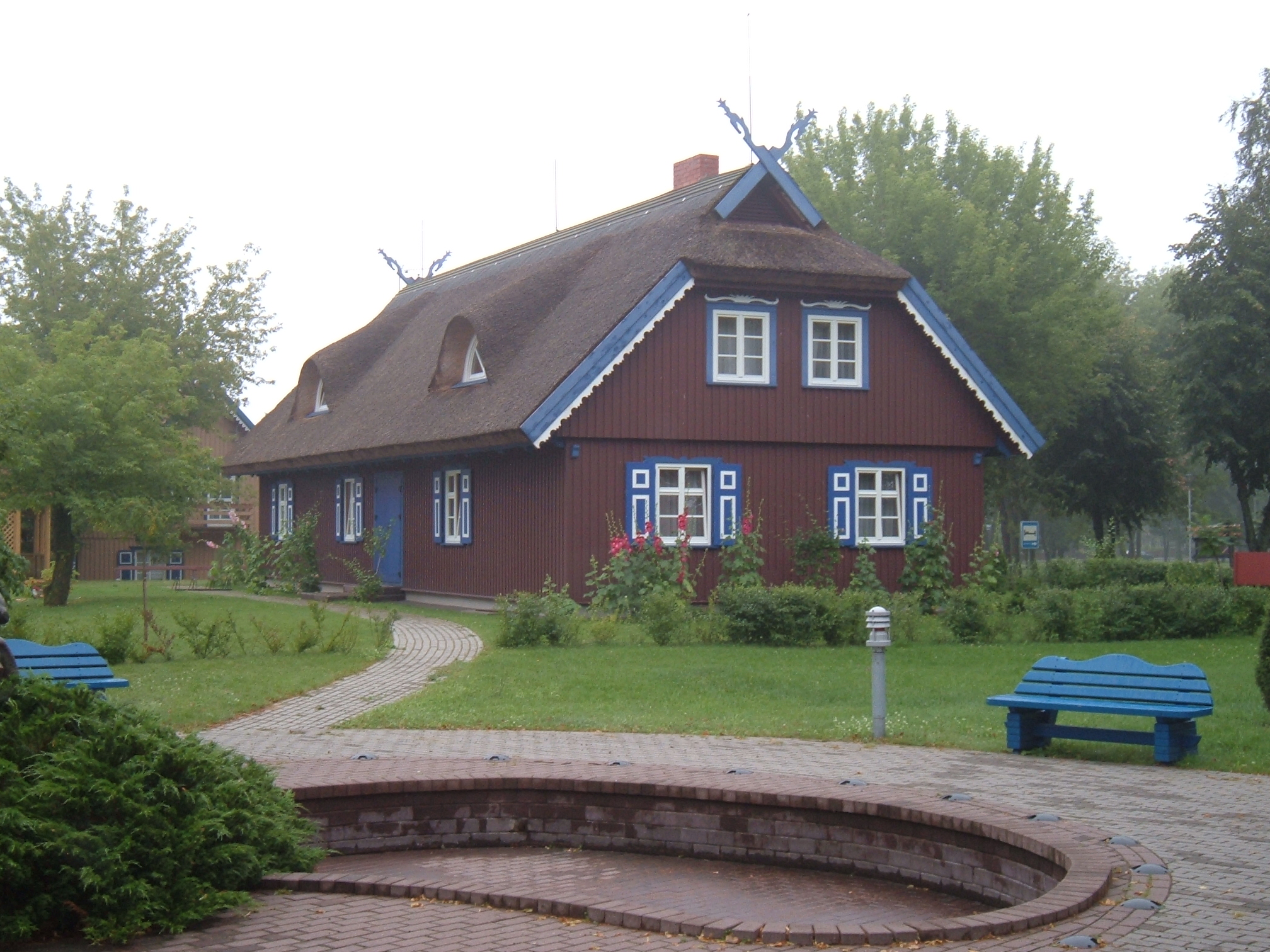
Chata typowa nidzka, początek XX wieku
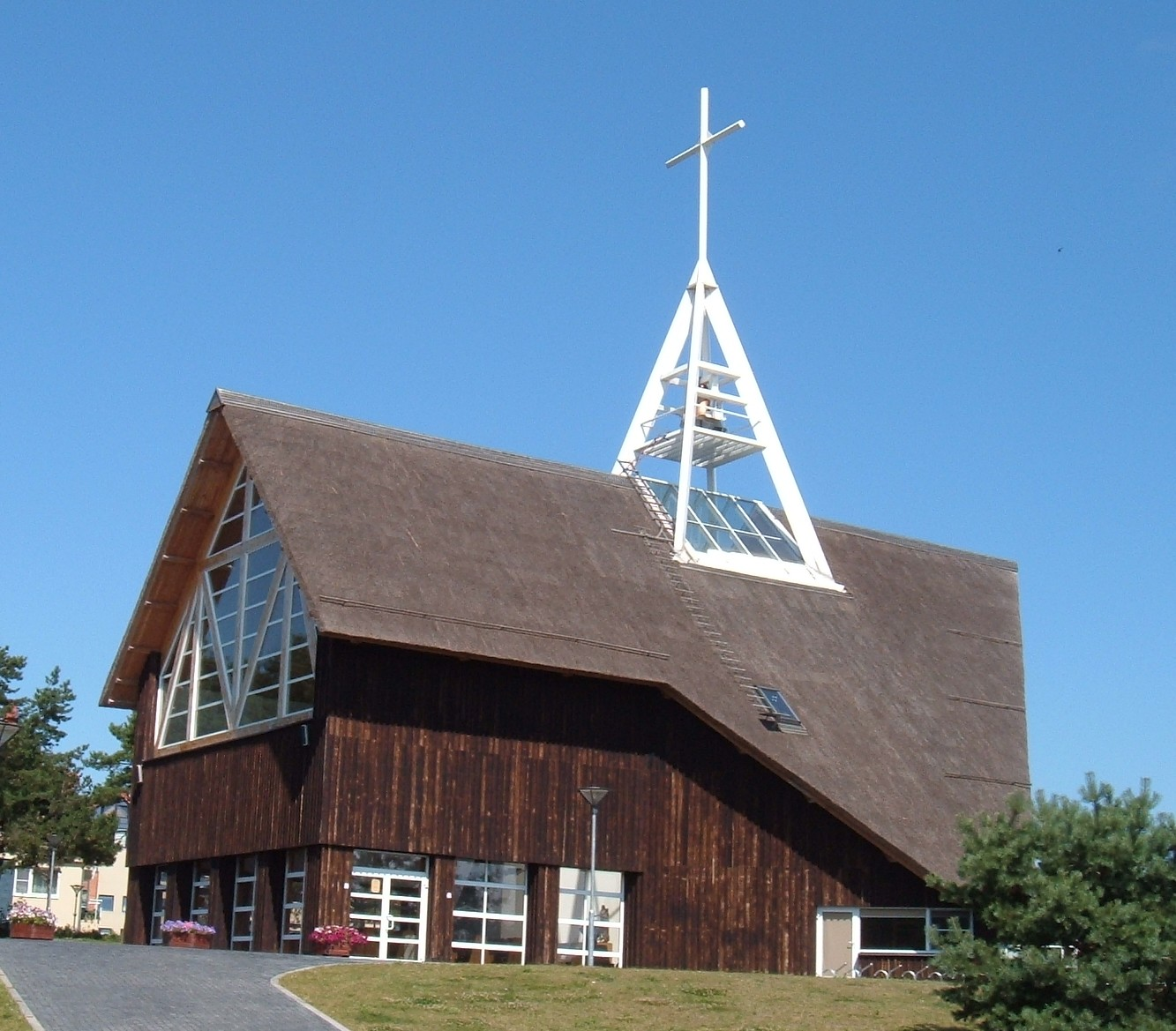
Nowy kościół katolicki w Nidzie

## Miasta partnerskie
- Birsztany
- Łeba